# Archithosia quadripunctata
Archithosia quadripunctata là một loài bướm đêm thuộc phân họ Arctiinae, họ Erebidae.